# Herman Dassau
Herman Dassau, född 1645 i Lübeck, död 5 december 1714 i Torshälla socken, var en svensk manufakturist.
HermanDassau var son till köpmannen Hans Dassouw. Han förekommer första gången i svenska källor 1666, då han förde svärfadern Reinhold Rademachers talan inför kommerskollegium och inkom möjligen till Sverige tillsammans med denne. Troligen hade han före sin tid i Sverige varit bosatt i Riga, då han i flera källor anges komma därifrån trots att han var född i Lübeck. Han skall enligt uppgift sedan barndomen haft inblick i järnbruksnäringen. Sin första tid i Sverige kom han dock att ägna sig åt import, först som anställd hos sin svåger Stockholmsköpmannen Reinhold Poort, från 1680 som borgare i Stockholm med egen grosshandel. Till stor del handlade det om import av spannmål från Riga och Reval men även import av ärter, humle, salt, vin, hampa och ekplankor. Från mitten av 1680-talet knöt han förbindelser med Amsterdamköpmannen Abraham Kromhuijsen.
Karl Gustavs stads manufakturverk hade ägts av svärfadern Rademacher och efter hans död drivits vidare av änkan med barnen. Verksamheten hade gått allt sämre och 1687 drogs det in till kronan för obetalda fordringar. Tillsammans med svågern Reinhold Poort erhöll han 1688 privilegium på manufakturverket och blev snart ensam innehavare av detta. Till en början såg planerna ganska ljusa ut. Sedan Abraham Cronströms arrendator av Nykvarns bruk Filip Schultz 1689 övertog Dassau även arrendet av detta bruk. Från 1691 arrenderade han även Målsta stångjärnshammaren i Vårdinge socken. Bruket krävde dock omfattande upprustningar och moderniseringar, och Dassau saknade röreslekapital och måste låna upp stora summor till höga räntor för att ha råd med omkostnaden, främst hos Kromhuijsen och hans ombudsman i Sverige Sophonias Krüger. Skulderna växte och 1696 begärde Kromhuijsen Dassau i likvidation. Han lyckades åstadkomma en uppgörelse, men hade svårt att klara av sina betalningar, 1704 tvingades han avträda manufaktoriet till Sophonias Krüger för obetalda fordringar. Genom en ny uppgörelse 1707 lyckades han återfå vissa delar av bruket. Vid sin död hade han dock stora skulder, och tillgångarna i boet räckte inte ens till kronans fordringar på Dassau.